# Melocactus zehntneri
Melocactus zehntneri là một loài thực vật có hoa trong họ Cactaceae. Loài này được (Britton & Rose) Luetzelb. mô tả khoa học đầu tiên năm 1926.

## Hình ảnh

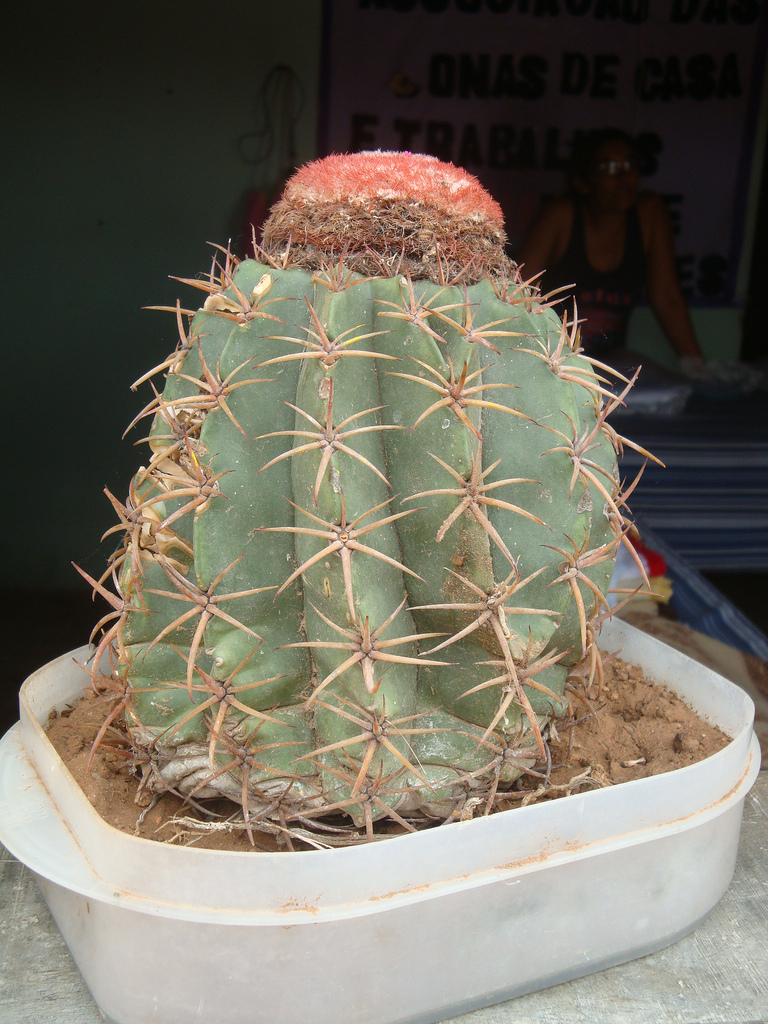
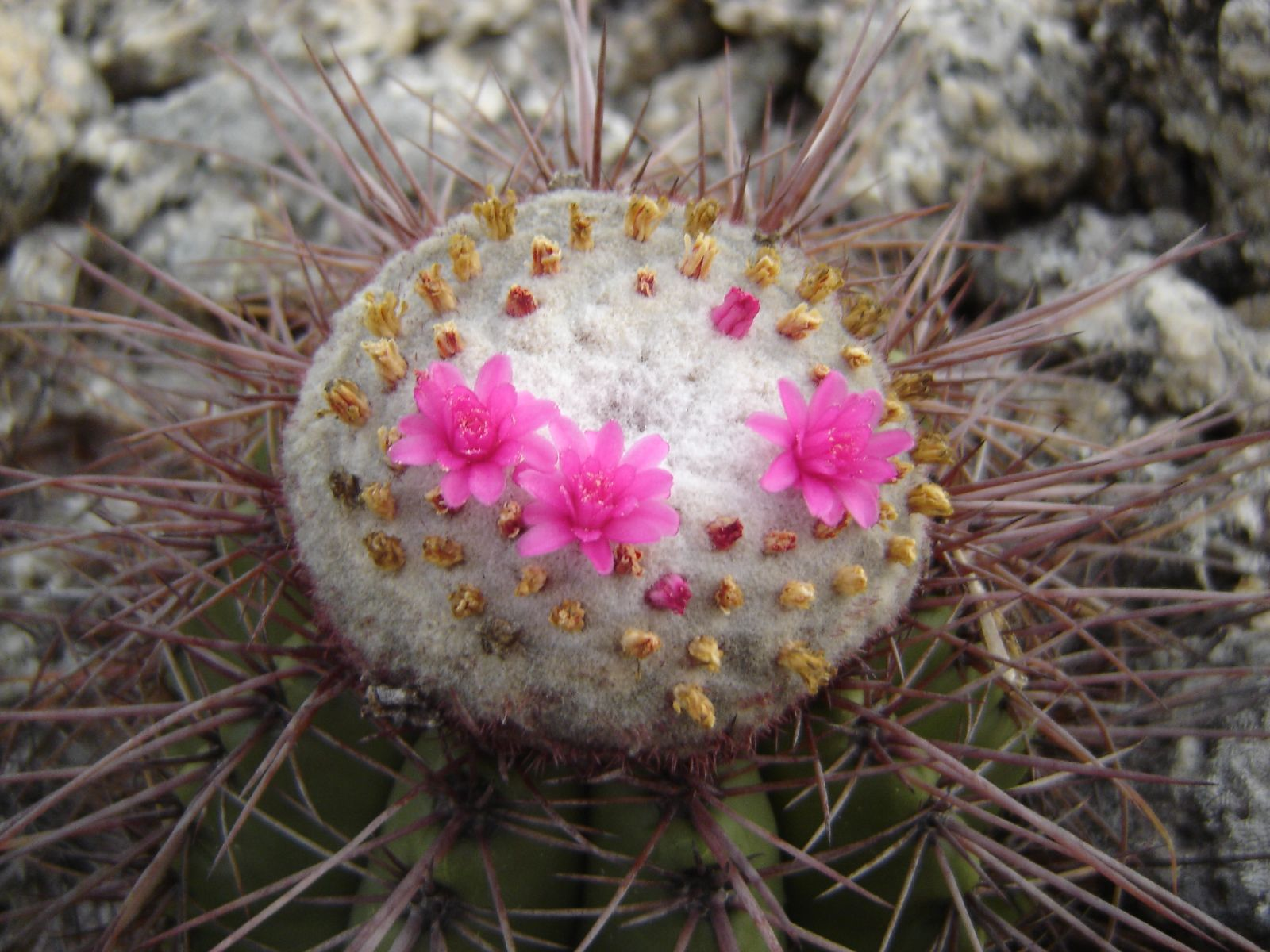
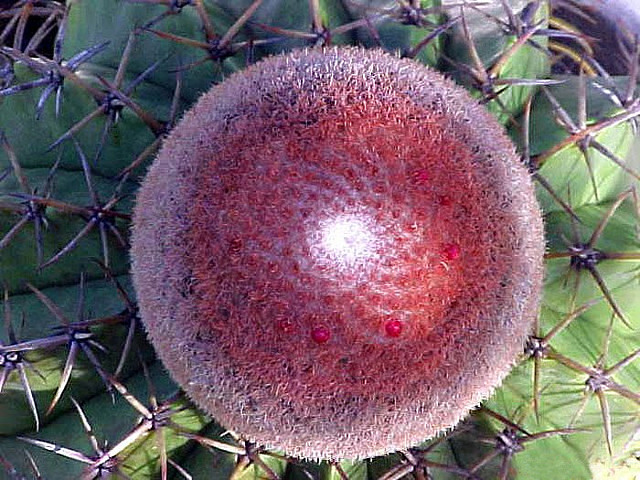
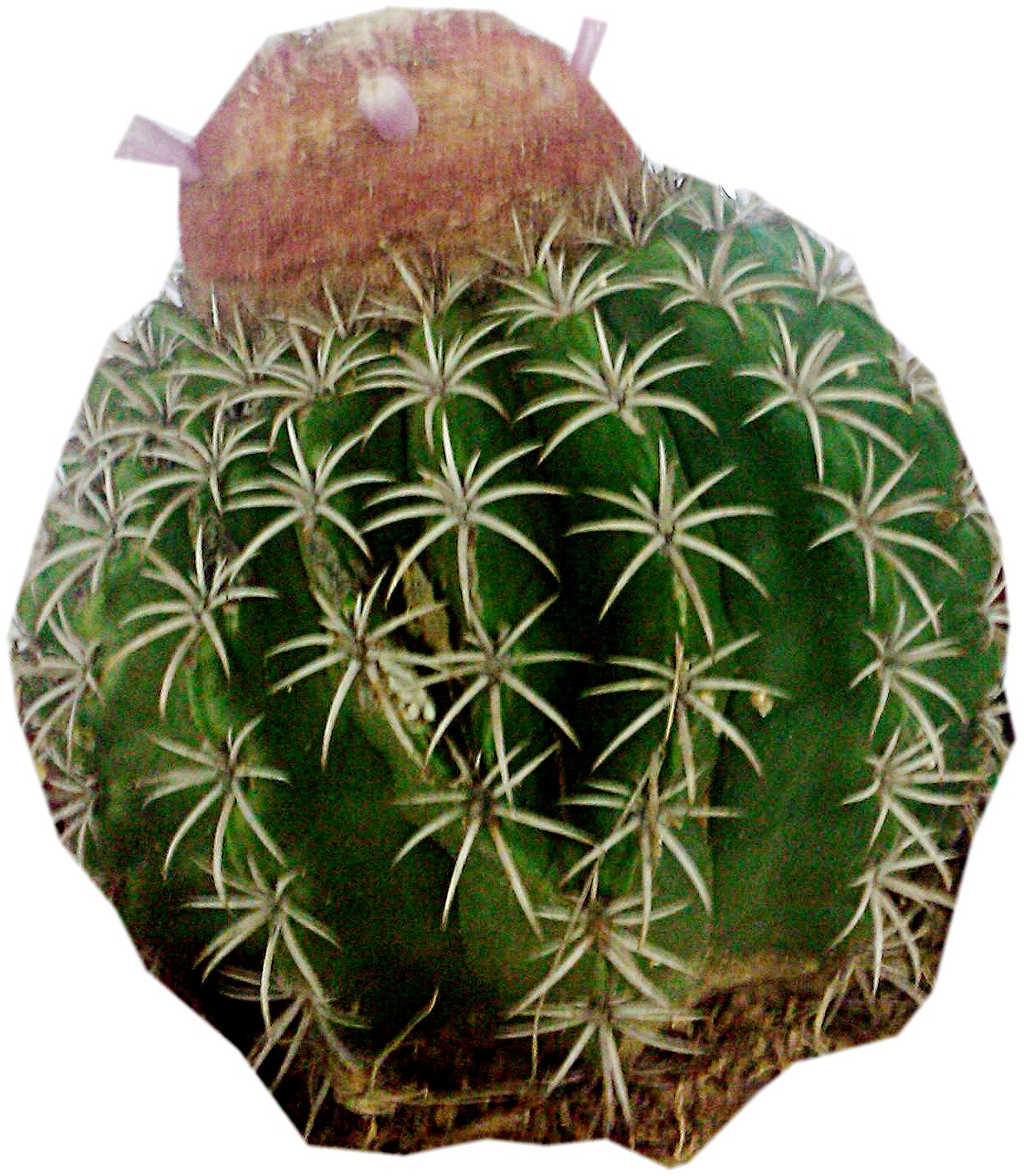